# Ресницы

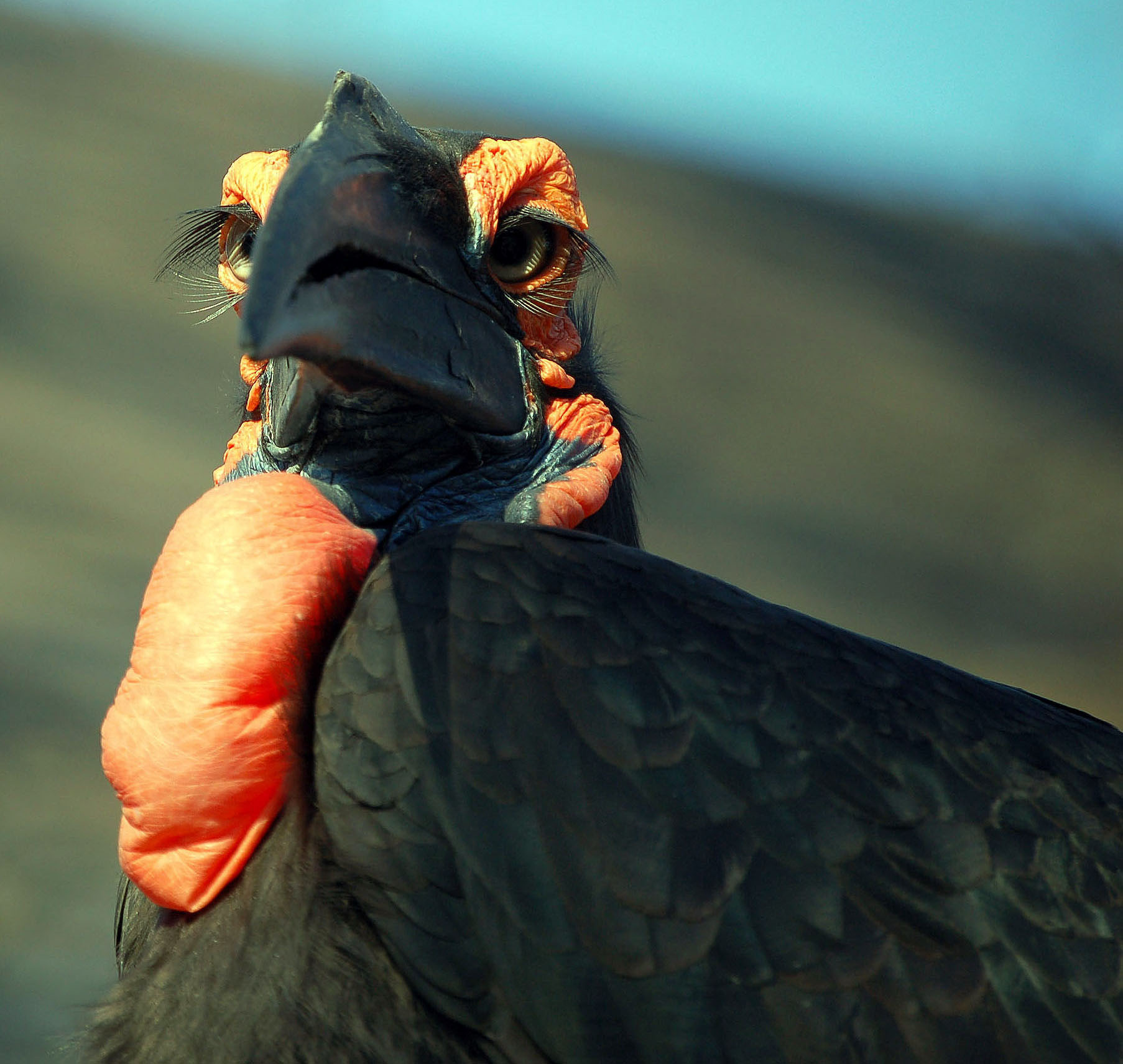
Ресницы кафрского рогатого ворона

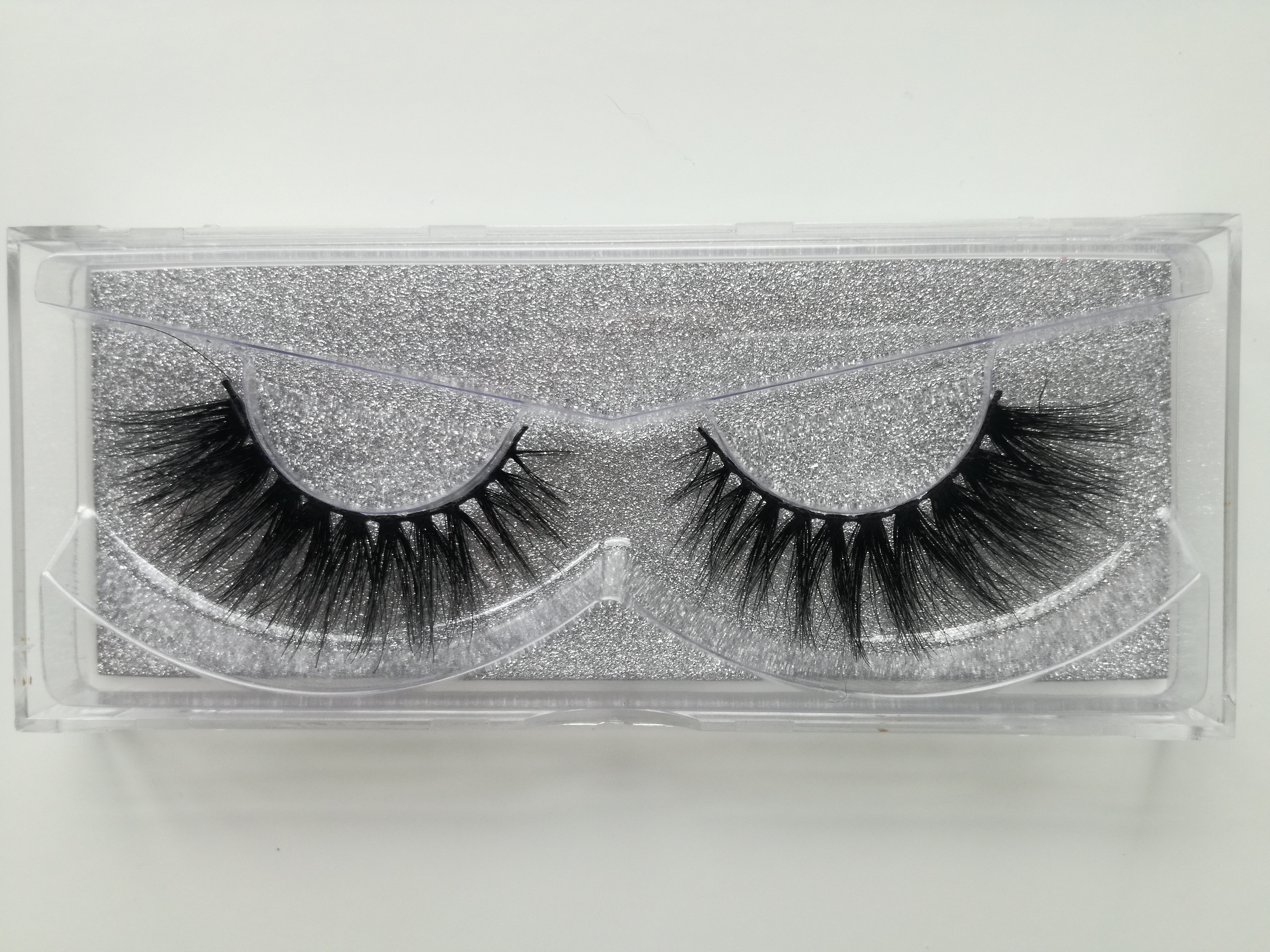
Искусственные накладные ресницы

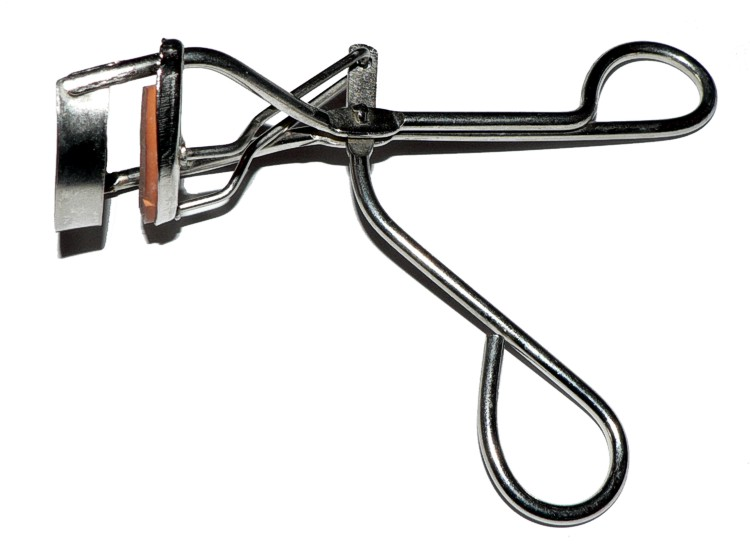
Щипцы для завивки ресниц

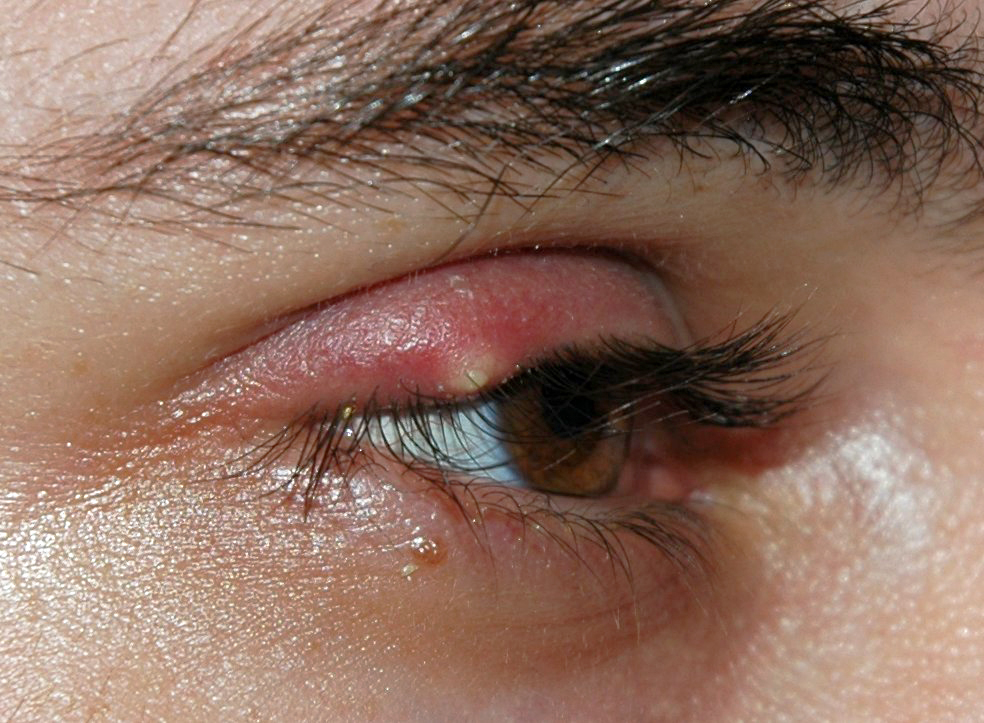
Ячмень

Ресни́цы (лат. Cilia) — волосы, окаймляющие сверху и снизу разрез глаза у млекопитающих.

## Общие сведения
Функцией ресниц является защита глаз от частиц грязи, пыли, песка, а также от мелких насекомых. Расположены они в 2-3 ряда по переднему ребру свободного края век у человека. Сзади них находятся отверстия выводных протоков гроздевидных видоизменённых сальных желез, которые называются мейбомиевыми (железы хряща век). В волосяные фолликулы ресниц открываются протоки сальных желез Цейса.
Продолжительность "жизни" ресницы человека составляет около 90 дней.

## Развитие
Ресницы человеческого эмбриона развиваются из эктодермы между 22-й и 26-й неделями беременности.Натуральные ресницы не растут дальше определённой длины, а опадают сами по себе без какой-либо необходимости подстригаться. Ресницы отрастают примерно через семь — восемь недель, но постоянное вытягивание может привести к необратимым повреждениям. Их цвет может отличаться от цвета волос, хотя они, как правило, темные у кого-то с темными волосами и светлее у кого-то со светлыми волосами. Волосы на ресницах не являются андрогенными и поэтому не подвержены влиянию полового созревания.

## Строение
Каждая ресница состоит из стержня и корня. Корень расположен под кожей и заканчивается луковицей. Именно луковица ресницы отвечает за её рост, который происходит за счет усиленного деления клеток луковицы. Корень и луковица находятся в фолликуле, к которому примыкают 2-3 сальные железы. К луковице примыкает кожный сосочек, с помощью которого к ресничке проводится питание и кислород.

## Цвет
Цвет ресниц обусловлен соотношением пигментов эумеланина и феомеланина. Расовая принадлежность определяет толщину ресниц.
Жизненный цикл разделен на 4 фазы: активный рост — 2-3 недели, в покое 4-7 недель, остальное — стадия отторжения:
- Анаген — активная фаза волосного покрова фолликулы
- Катаген — короткая переходная стадия, в это время фолликула сохраняется
- Телоген — фолликул входит в стадию покоя, около 100 дней.
- Фалоген — стадия созревая новой ресницы.

Ресница выпадает, когда созревает корень новой ресницы. Ресницы растут всё время, но с возрастом начинают редеть, слабеть и светлеть.

## Клиническое значение
Существует целый ряд заболеваний или расстройств связанных с ресницами
- Мадароз — это выпадение ресниц.
- Блефарит — это раздражение края век, где ресницы соединяются с веком. Веки краснеют и чешутся, кожа часто шелушится, ресницы могут выпадать.
- Дистихоз — это аномальный рост ресниц с определённых участков века.
- Трихиаз относится к вросшим ресницам.
- Дистихиаз — удвоение рядов ресниц.
- Ресницы могут быть заражены паразитической крабовой вошью.
- Наружная гордеола, или ячмень, — это гнойное воспаление инфицированных ресничных фолликулов и окружающих их сальных (Железа Цейса) и апокринных (Железа Молля) желез края век.
- Трихотилломания — это расстройство, которое побуждает страдающего вырывать волосы на голове, ресницы и т. Д. Demodex folliculorum (или демодицид) — это маленький клещ, который безвредно живёт в ресницах и других волосяных фолликулах, и примерно у 20 % людей эти клещи живут на них[7].
- Трихомегалия – это состояние аномально длинных и/или пышных ресниц (объективным критерием являются ресницы длиной 12 мм и более на верхних веках).[8]

Перед некоторыми операциями на глазу, ресницы удаляются средним медицинским персоналом посредством ножниц.

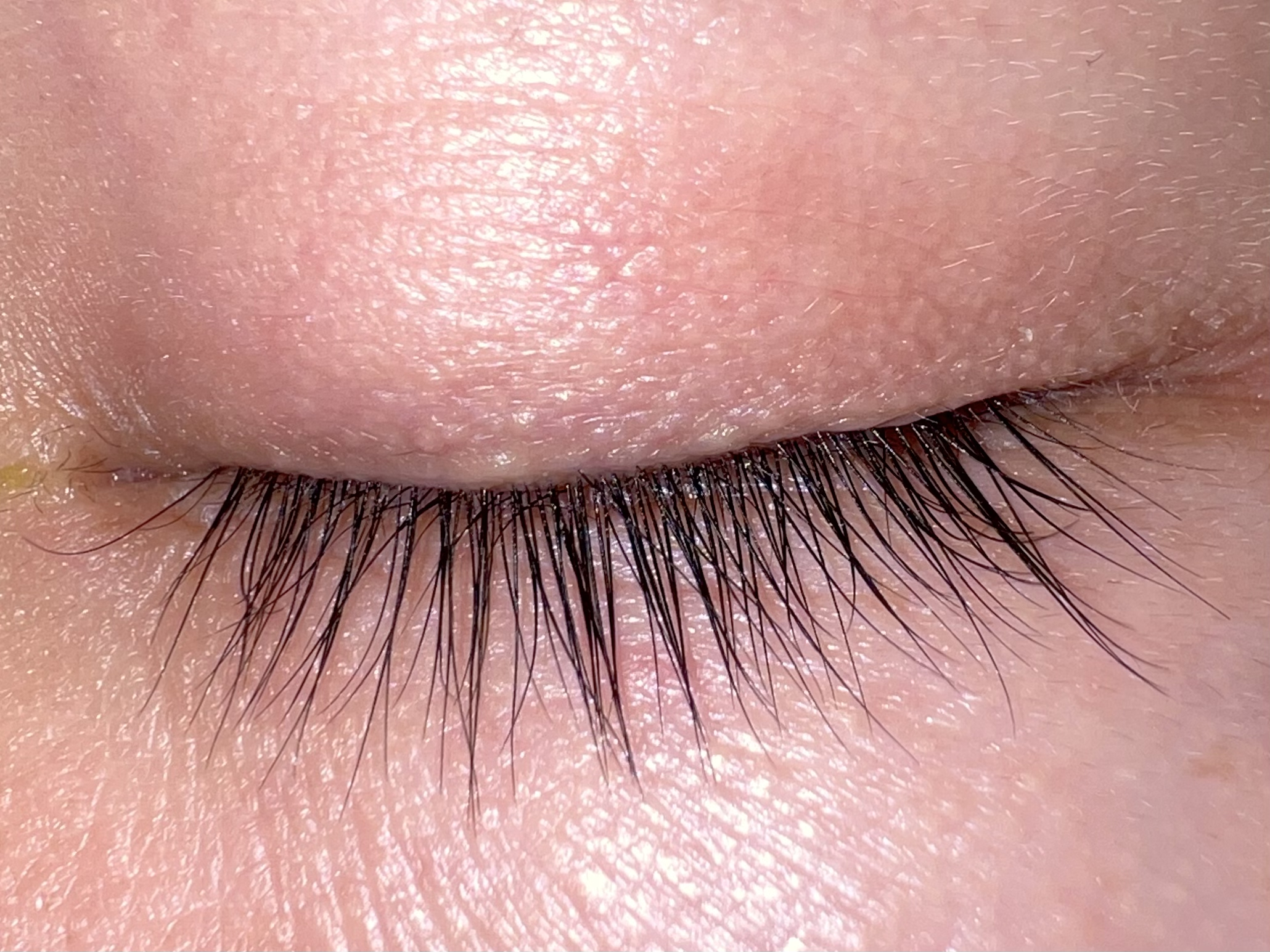
Длинные ресницы считаются признаком красоты и считаются привлекательной чертой лица во многих культурах. У этого взрослого мужчины трихомегалия: верхние ресницы длиной 14 мм, длина которых обычно считается длинной более 10 мм.

Операции по пересадке ресниц и бровей могут помочь восстановить или утолщить ресницы или волосы бровей.

## Количество
На верхнем веке находятся 100—250 ресниц, на нижнем — от 75 до 80. Верхние ресницы несколько длинней нижних, насчитывая примерно 10 мм, в то время как нижние длиной около 7 мм.

## У других животных

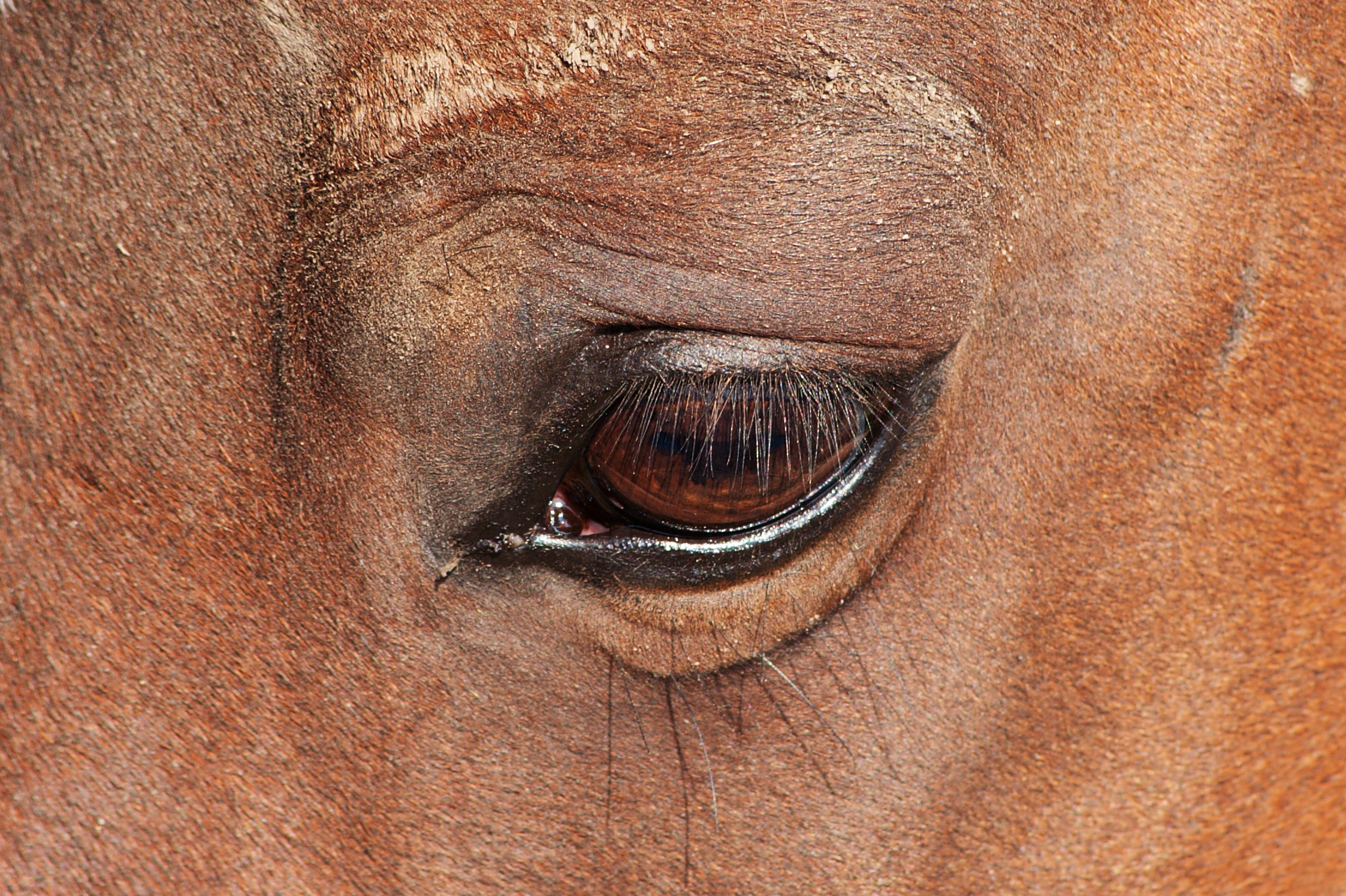
Ресницы на глазу лошади

Ресницы, будучи волосами, встречаются у млекопитающих. Ресницы верблюдов удивительно длинные и густые. Лошади и коровы также имеют ресницы. Наследственные проблемы ресниц распространены у некоторых пород собак, а также лошадей.
Ресницы — это необычная, но известная особенность птиц. У птиц-носорогов, как и у страусов, имеются выпуклые ресницы (рудиментарные перья без колючек). Среди рептилий только ресничные гадюки демонстрируют набор изменённых чешуек над глазами, которые очень похожи на ресницы.
Так же эта особенность есть у Соколов